# Motins raciais de York
Os motins de York referem-se a um período de conflitos com viés raciais que resultaram no assassinato de duas pessoas em julho de 1969. No dia 18 de julho, o policial Henry C. Schaad foi baleado e faleceu duas semanas depois. Três dias após este incidente, vários membros de gangue dispararam contra o carro de uma família, vitimando Lillie Belle Allen. Ambos os casos ficaram sem solução e foram arquivados.
Após trinta anos, jornais locais realizaram uma série de reportagens relembrando os homicídios sem solução. A promotoria, então, reabriu os casos e, em 2002, aconteceram a condenação de quatro homens pelos assassinatos de Schaad e Allen.

## Motins

### Assassinato de Henry Schaad
Dias que antecederam a véspera do assassinato de Henry Schaad, a região centro-sul da Pensilvânia sofria com elevadas temperaturas. A companhia de serviços públicos precisou requerer que os seus clientes limitasse o uso de eletricidade para evitar uma queda de energia; contudo, tempestade e fortes chuvas que ocorrerem entre 17 e 24 de julho amenizaram a onda de calor.

Pela quarta vez em um ano, York foi colocada sob toque de recolher após uma noite de violência esporádica.
Pelo menos cinco pessoas foram baleadas e duas ficaram feridas com tijolos ou vidros, incluindo um oficial de bombeiros, na violência de quinta-feira à noite e ontem de manhã.
 O chefe da polícia, Leonard Landis, atribuiu o problema ao relato falso de um jovem de que membros de uma gangue atiraram gasolina em cima dele. O jovem, na verdade, queimou-se enquanto brincava com fluido de isqueiro, disse o chefe.
O jovem admitiu depois que sua história era falsa, disse Landis.
O relatório, no entanto, aparentemente provocou uma briga de gangues entre 25 a 30 jovens negros e um grupo de brancos com o dobro desse número. Explosões esporádicas de violência e vandalismo seguiram a luta.
Na esperança de conter a violência, o prefeito John L. Snyder invocou toque de recolher para menores de 18 anos entre as 9 da noite e 7 da manhã.

Comunicado do periódico The Patriot.
Após as 19 horas do dia 17, um jovem negro de doze anos chamado Clifford Green deu entrada no hospital local para receber tratamentos de queimaduras faciais, alegando para as autoridades do estabelecimento que havia sido atacado por membros dos Girarders. De acordo com relatos, o território dos Girarders havia sido invadido por um grupo de negros que procuravam os responsáveis pelos ferimentos de Green. Sabendo do ocorrido, Gregory Neff, o líder dos Girarders, notificou as demais gangues brancas, incluindo os Newberry Street Boys. Apesar da retratação, o depoimento de Green desencadeou um conflito entre jovens negros e gangues caucasianas no parque Farquhar. Entre os envolvidos estava Arthur Messersmith, membro do Newberry Street Boys, que em suas próprias palavras "foi espancado" e Taka Nii Sweeney, uma jovem negra. Posteriormente, um grupo de jovens negros quebraram as janelas da loja de charutos que servia como sede da Newberry Street Boys, aumentando o atrito.
Em 18 de junho, Stanford Gilbert, que retornava do trabalho em sua motocicleta, foi baleado; segundo o próprio, ele nunca tivera nenhum problema no bairro e havia consumido bebidas no "Café do Sam", um ponto de encontro local. O disparo é creditado a um mal entendido: provavelmente Gilbert teria sido confundido como um membro da Pagan, uma gangue de motoqueiro que aterrorizava a comunidade. Como resposta, um veículo blindado ocupado por três policiais, incluindo Henry Schaad, deslocou-se para o cruzamento da Penn com a College. Na ocasião, disparos foram efetuados contra os policiais sendo que um deles penetrou pela lateral do veículo, fragmentou-se e acertou o peito de Schaad. Anos depois, testemunhas alegaram que os policiais supostamente haviam gritado "Negros, saia dos cantos, vá para suas casas" e que atiraram primeiro sobre uma multidão de pelo menos vinte a trinta negros; contudo, essas alegações foram negadas pela polícia. Henry Schaad foi transportado para o hospital, mas não se recuperou dos ferimentos e faleceu duas semanas depois do acontecimento.

### Assassinato de Lillie Belle Allen
Nascida e criada em Aiken, Carolina do Sul, Lillie Belle Allen tinha vinte sete anos quando foi assassinada logo após o pôr do sol em 21 de julho de 1969. Ela estava em viagem para Brooklyn, Nova Iorque quando visitou sua irmã, Hatie, que residia em York. Tanto Allen, quanto sua família não tinham conhecimentos das tensões raciais que ocorreriam na cidade, incluindo o assassinato de Henry Schaad há três dias.
No começo da noite, Allen e outros membros de sua família saíram para comprar suprimentos alimentícios cruzando o território da Newberry Street Boys, quando membros de várias gangues cercaram o carro da família e dispararam diversas vezes com um arsenal de armas. Allen teria se retirado do carro com a intenção de tentar pegar o volante quando foi baleada e, consequentemente, faleceu no local.

## Resolução após trinta anos
Ambos homicídios foram alvos em reportagens de diversos periódicos locais; sendo que, após trinta anos, continuavam sem resolução. Depois disso, testemunhas que haviam mentidos ou que nem sequer teriam conversado com as autoridades por medo começaram a se apresentar. De acordo com um promotor do condado, a colaboração das testemunhas foi resultado de senso de justiça e culpa.
No início de 2001, os corpos das vítimas foram exumados e evidências significativas foram recuperadas, incluindo a bala que matou o policial Schaad. Na primavera, dez homens brancos foram acusados e presos pelo assassinato de Lillie Belle Allen, incluindo o atual prefeito da cidade, Charles Robertson. Porém, sete conseguiram acordos judiciais em agosto, declarando-se culpados de menores acusações de conspiração criminosa em troca de seus depoimentos contra os réus remanescentes: Gregory H. Neff, Robert N. Messersmith e Robertson.[carece de fontes?]
Em outubro de 2002, depois de treze dias e mais de cem testemunhas, um júri totalmente branco considerou Neff e Messersmith culpados de assassinato em segundo grau, mas absolveu o prefeito Charles Robertson. Este último, em maio de 2001, havia afirmado que teria feito um discurso com viés raciais; contudo, negou qualquer envolvimento na morte de Allen. Posteriormente Neff e Messersmith foram condenados à prisão. O primeiro recebeu uma sentença de quatro anos e meio a dez, enquanto que o último recebeu de nove a dezenove anos. O décimo réu, Ezra T. Slick, não contestou as acusações e foi sentenciado de dois a cinco anos de prisão, em maio de 2003.
Nesse mesmo ano, três policiais, Rodney George, John Daryman e Keith Stone, reabriram a investigação do assassinato do policial Henry C. Schaad e, em 30 de outubro de 2001, Stephen Freeland e Leon Wright foram acusados de assassinato em primeiro e segundo graus. Um depoimento apresentado sob a acusação dos dois homens citou numerosas testemunhas que disseram ter visto Freeland atirando no carro do policial. Ambos foram posteriormente condenados por assassinato em segundo grau e sentenciados à prisão.

## Leituras posteriores
- «Ex-Officer Describes '69 York Killing». The Washington Post. Consultado em 31 de agosto de 2019. Cópia arquivada em 31 de agosto de 2019